# La Unión (Málaga)
La Unión (141) es uno de los barrios en los que se divide administrativamente la ciudad de Málaga, España que pertenece al distrito Cruz de Humilladero. Geográficamente se encuentra situado en un terreno llano, dentro de la vega baja del Guadalhorce, en la zona oriental y residencial del distrito. La Unión toma su nombre de su calle principal y en torno a la cual se edificaron las primeras viviendas. El barrio comprende una larga franja enclavada entre calle La Unión y las vías del ferrocarril que lo separan de la Carretera de Cádiz. El barrio, presenta junto a otros barrios colindantes como Cruz del Humilladero y Los Tilos un alto grado de población inmigrante, especialmente musulmanes, africanos y latinoamericanos. Concretamente La Unión es uno de los lugares de Málaga más conocidos por ser un barrio de "migrantes", mucho de los cuales pronto alcanzarán la tercera generación. Según la delimitación oficial del ayuntamiento, limita al norte con Los Tilos, Cruz del Humilladero y Santa Marta; al este con R.E.N.F.E., al sur con Industrial La Pelusa, en el distrito Carretera Cádiz; y al oeste con el Polígono Industrial Ronda Exterior.
Los primeros asentamientos humanos en La Unión datan de la época romana, siendo esta una zona de Malaca dedicada a la alfarería, aprovechando los terrenos arcillosos del barrio. Se han encontrado dos restos arqueológicos romanos relacionados con la alfarería en el barrio, uno entre calle La Unión y calle Reboul y el otro a comienzos de Juan XXIII. Durante el siglo XIX y principios del XX existían en el barrio pequeñas edificaciones situadas cerca de las vías del tren. El 23 de diciembre de 1887 la Comisión de Ornato y Alineaciones le da su nombre a la actual calle "La Unión", desde entonces comienzan la construcción del barrio. Sin embargo la mayor parte de edificaciones son grandes bloques de vivienda construidos durante el desarrollismo y que presentan una notable falta de equipamientos y zonas verdes. 
La Unión cuenta con una superficie de 0,175 km² y según datos del ayuntamiento de Málaga, cuenta con una población aproximada a los 5402 habitantes. La Unión está comunicado al resto de la ciudad mediante la red de autobuses urbanos de la EMT Málaga y mediante el metro de Málaga con la estación de «La Unión», la cual cuenta con una boca de acceso en los límites administrativos del barrio. 

## Etimología
El barrio toma su nombre de su eje viario principal, calle La Unión, que a su vez debe su nombre a ser construida como un "nexo" de unión entre dos vías de importancia, calle Eguiliz y otra futura proyectada que acabaría siendo la futura avenida Juan XXIII. 

## Historia
Se han encontrado restos arqueológicos romanos en el barrio, y es posible que fueron los romanos los primeros en construir asentamientos humanos en la actual La Unión. Concretamente se han encontrado restos arqueológicos romanos relacionados con la alferería, uno en la intersección de Calle La Unión con calle Reboul y otro a comienzos de la avenida de Juan XXIII, por lo que los historiadores suponen que en época romana, La Unión era una zona de Malaca dedicada a la alfarería, aprovechando los terrenos arcillosos del  barrio. 
No es hasta siglos después cuando se construyen los primeros edificios modernos, y es en el siglo XIX, aprovechando la cercanía con la recién inaugurada estación de Andaluces, actual estación de María Zambrano. Su cercanía con fábricas industriales como La Pelusa, no permitió el pleno desarrollo de La Unión hasta su desmantelamiento a lo largo del siglo XX. En la primera mitad de siglo XX, el barrio se componía de pequeñas casas donde vivía población obrera. En los años 1960 y 1970 se levantan los actuales bloques de viviendas, con una altura que no alcanza la de edificios de barrios vecinos, pero que se construyeron sin tener en cuenta zonas verdes o de ocio. En los años 1980 y 1990 comienzan a llegar multitud de inmigrantes a La Unión, siendo una de las puertas migratorias de Málaga, con una alta concentración de residentes musulmanes, latinos y africanos. 
En las últimas décadas, con la construcción del centro de salud, nuevos parques y jardines y las obras del metro se ha intentado revitalizar el barrio. 

## Ubicación geográfica
La Unión se encuentra situado geográficamente en un terreno totalmente llano, dentro de la vega baja del Guadalhorce. Se sitúa en la zona suroriental del distrito, en la parte residencial de Cruz de Humilladero, limitando con el distrito Carretera de Cádiz. Delimita con los barrios de Los Tilos, Cruz del Humilladero, Santa Marta, R.E.N.F.E., Industrial la Pelusa y el Polígono Industrial Ronda Exterior. 
| Noroeste: P.I. Ronda Exterior  | Norte: Los Tilos, Cruz del Humilladero y Santa Marta | Nordeste: Los Tilos |
| Oeste: P.I. Ronda Exterior     |                                                      | Este: R.E.N.F.E.    |
| Suroeste: Industrial la Pelusa | Sur: R.E.N.F.E.                                      | Sureste: R.E.N.F.E. |

### Límites
La Unión está delimitada al norte por calle La Unión, al este por calle Poeta Muñoz Rojas, al sur por las vías del tren y al oeste por la avenida Juan XXIII. 

## Demografía
El barrio contaba en 2020 con una población total de 5402 habitantes.

## Urbanismo
La mayor parte de edificios que componen la barriada fueron levantados en los años 1960, 1970 y 1980 sustituyendo a las antiguas pequeñas casas adosadas obreras. En La Unión podemos encontrar una alta densidad de población, con multitud de edificios de viviendas, estrechas calles y espacios verdes casi inexistentes fruto de la acelerada y desplanificada construcción de viviendas en la segunda mitad del siglo XX. Según algunas fuentes, en 2010 La Unión era el barrio con más densidad de población de toda Europa. El barrio ofrece una actividad comercial basada principalmente en pequeños negocios

## Callejero
A diferencia de otros barrios y barriadas de Málaga, el callejero de La Unión no sigue ninguna temática, sus principales vías son calle La Unión y la avenida Juan XXIII. La avenida Juan XXIII, al igual que la avenida de Andalucía, fue además concebida como "autopista urbana" sirviendo en su día de ronda exterior de la ciudad. En la actualidad, Juan XXIII es la principal avenida norte-sur de Málaga oeste. Otras vías importantes dentro del barrio son calle Reboul o el puente de Juan Pablo II.  Las calles, avenidas y demás vías urbanas del barrio son:
- Calle Agustín Martin Carrión
- Calle Carlos Amel
- Calle Diego Lara Valle
- Calle Dulce Chacón
- Calle Edison
- Calle Eduardo R. España
- Calle Eduardo Torres Roybon
- Pasaje Eguiluz
- Calle Eguiluz
- Calle Emilio López Cerezo
- Plaza Federico Alba Varela
- Calle Francisco de Sarria
- Calle Gabriel de la Encina
- Calle Gregorio de Frías
- Avenida Juan XXIII
- Calle Juan Bautista Barba
- Puente Juan Pablo II
- Calle Juan de Peralta
- Calle La Unión
- Pasaje La Unión
- Calle Salvador Noriega
- Calle Pedro de Almaguer
- Calle Pedro de Paz
- Calle Poeta Muñoz Rojas

## Lugares de interés

### Parroquia San Vicente de Paúl

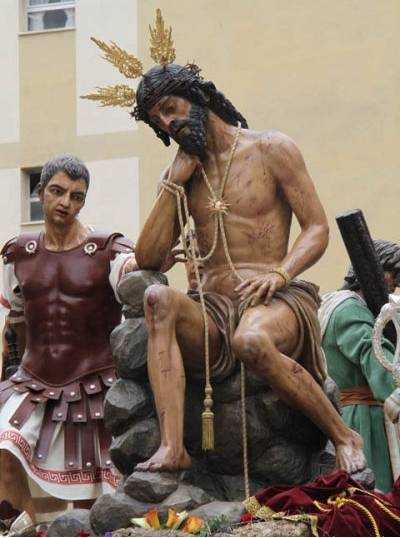
La Cofradía de Humildad y Paciencia, cuya sede canónica es San Vicente de Paúl tiene una gran vinculación con el barrio.

La Parroquia de San Vicente de Paúl está situada en la misma calle La Unión. La parroquia sirve además como sede canónica de la Hermandad de Humildad y Paciencia, que hace su estación de penitencia el Domingo de Ramos de la Semana Santa malagueña. La hermandad es la única cofradía agrupada del distrito Cruz de Humilladero, por lo que tiene una gran vinculación el barrio de La Unión y con el resto del distrito. 

### Parque Hans Christian Andersen
El Parque de Hans Christian Andersen se trata de un parque situado en las inmediaciones del centro de salud, construido junto al puente de Juan Pablo II que comunica el barrio con la Carretera de Cádiz. Está nombrado en honor al escritor noruego Hans Christian Andersen que pasó una temporada en Málaga. Es el único parque propiamente dicho del barrio y una de las pocas zonas verdes enclavadas en el densamente urbanizado panorama que presentan los barrios de alrededor.

## Infraestructura

### Centros educativos
Enseñanza primaria:
- CEIP "Hans Christian Anderssen"

Enseñanza secundaria:
- IES "Ben Gabirol"
- IES "Miguel Romero Esteo"

### Centros de salud
- Centro de salud "Cruz de Humilladero"

## Transporte

### Autobús urbano
En metro queda conectado mediante la estación de la línea 1 del mismo nombre, en autobús queda conectado mediante las siguientes líneas de la EMT: 
| Línea | Trayecto                                             | Recorrido | Frecuencia                                     |
| ----- | ---------------------------------------------------- | --------- | ---------------------------------------------- |
| 4     | Paseo del Parque - Cortijo Alto (Ciudad de Justicia) | Recorrido | 11-12 minutos                                  |
| 15    | La Virreina - Santa Paula                            | Recorrido | 11-12 minutos                                  |
| 19    | Paseo del Parque - Campanillas (por O. Gasset)       | Recorrido | 30-35 minutos                                  |
| 22    | Avda. Molière - Universidad                          | Recorrido | 10 minutos (16-18 minutos en época no lectiva) |
| 20    | Alegría de la Huerta - Los Prados                    | Recorrido | 15 minutos                                     |
| 31    | Paseo del Parque -Palacio de Deportes                | Recorrido | 18-25 minutos                                  |

### Metro de Málaga
En metro queda conectado mediante la estación de La Unión de Metro Málaga:
| Línea | Cabeceras      | Cabeceras  | Plano |
| ----- | -------------- | ---------- | ----- |
|       | Andalucía Tech | Atarazanas | Plano |